# 내가 사랑했던 모든 남자들에게 (영화)
《내가 사랑했던 모든 남자들에게》(영어: To All The Boys I've Loved Before)는 2018년 8월17일에 공개된 미국의 10대 로맨틱 코미디 넷플릭스 오리지널 영화이다. 수전 존슨이 감독을, 소피아 알바레즈가 각본을 맡았다. 한국계 미국인 작가인 제니 한의 동명 소설이 영화의 원작이다. 후속작 《내가 사랑했던 모든 남자들에게: P.S. 여전히 널 사랑해》가 2020년 2월12일 넷플릭스를 통해 새롭게 공개되었다.

## 출연
- 라나 콘도어 - 라라 진 커비
  - 이저벨 비치 - 라라 진 아역
- 노아 센티네오 - 피터 커빈스키
  - 헌터 딜런 - 피터 아역
- 저넬 패리시 - 마고 커비
- 애나 캐스카트 - 캐서린 "키티" 송 커비
- 앤드루 배철러 - 그레그
- 트레조 마호로 - 루커스 제임스
- 매들린 아서 - 크리스틴
- 에밀리야 바라나크 - 젠
  - 리스 플레밍 - 젠 아역
- 이즈리얼 브루사드 - 조시 샌더슨
  - 크리스천 마이클 쿠퍼 - 조시 아역
- 존 코벳 - 커비 씨
- 켈시 마웨마 - 에밀리
- 줄리아 벤슨 - 피터네 엄마
- 에드워드 케윈 - 케니
- 조던 버트쳇 - 존 앰브로스
  - 파벨 피덕 - 존 아역
- 준 R. 와일드 - 조앤